# Henry Williams (Politiker, 1805)
Henry Williams (* 30. November 1805 in Taunton, Massachusetts; † 8. Mai 1887 ebenda) war ein US-amerikanischer Politiker. Zwischen 1839 und 1845 vertrat er zweimal den Bundesstaat Massachusetts im US-Repräsentantenhaus.

## Werdegang
Henry Williams besuchte zunächst vorbereitende Schulen. Nach einem anschließenden Jurastudium und seiner 1829 erfolgten Zulassung als Rechtsanwalt begann er in Taunton in diesem Beruf zu arbeiten. Gleichzeitig schlug er als Mitglied der Demokratischen Partei eine politische Laufbahn ein. 1834 wurde er Abgeordneter im Repräsentantenhaus von Massachusetts; in den Jahren 1836 und 1837 gehörte er dem Staatssenat an. Bei den Kongresswahlen des Jahres 1838 wurde Williams im zehnten Wahlbezirk von Massachusetts in das US-Repräsentantenhaus in Washington, D.C. gewählt, wo er am 4. März 1839 die Nachfolge von Nathaniel B. Borden antrat. Da er im Jahr 1840 nicht bestätigt wurde, konnte er bis zum 3. März 1841 zunächst nur eine Legislaturperiode im Kongress absolvieren.
Bei den Wahlen des Jahres 1842 wurde Williams im neunten Distrikt seines Staates erneut in den Kongress gewählt, wo er am 4. März 1843 den Sitz des zwischenzeitlich verstorbenen William Soden Hastings übernahm. Bis zum 3. März 1845 konnte er eine weitere Amtszeit im Kongress absolvieren. Diese Zeit war von den Spannungen zwischen Präsident John Tyler und der Whig Party geprägt. Außerdem wurde damals über eine mögliche Annexion der seit 1836 von Mexiko unabhängigen Republik Texas diskutiert. Diese Diskussion führte dann kurz nach dem Ende von Williams’ letzter Legislaturperiode zum Mexikanisch-Amerikanischen Krieg.
Nach dem Ende seiner Zeit im US-Repräsentantenhaus praktizierte Henry Williams wieder als Anwalt. Politisch ist er nicht mehr in Erscheinung getreten. Er starb am 8. Mai 1887 in seiner Heimatstadt Taunton.